# 391996 Zhunenghong
391996 Zhunenghong este o planetă minoră (asteroid) din centura de asteroizi. A fost descoperită pe 31 decembrie 2008 la Xuyi County⁠(d) de . 
Obiectul prezintă o orbită caracterizată de o semiaxă mare de 3,1715017390623 UAi, o excentricitate de 0,21951922149273, o înclinație de 8,3657538223154 ° în raport cu ecliptica.